# Vegueros de Pinar del Río
Uniformes
Vegueros de Pinar del Río est un club cubain de baseball évoluant en Serie Nacional. Fondé en 1992, le club basé à Pinar del Río dispute ses matchs à domicile à l'Estadio Capitán San Luis, enceinte de 8 000 places assises.
Ils remportent sur les Tomateros de Culiacán la Série des Caraïbes 2015, procurant à Cuba un premier titre depuis 1960.

## Histoire
Le club est fondé en 1992 par fusion des clubs de Vegueros (champion en 1978, 1981, 1982, 1985, 1987 et 1988) et de Forestales.
Les Vegueros remportent en 2011 le titre cubain à la suite d'une victoire en série finale par quatre victoires pour deux défaites face aux Tigres de Ciego de Ávila.

## Palmarès
- Champion de Cuba : 1997, 1998, 2011, 2014.
- Champion de la Série des Caraïbes : 2015
- Vice-champion de Cuba : 1993, 1995, 2000, 2001, 2008.

## Saison par saison
| Saison    | Saison régulière | Saison régulière | Saison régulière | Saison régulière | Séries éliminatoires                                                                                                 |
| Saison    | Class.           | Vic.             | Déf.             | %Vic.            | Séries éliminatoires                                                                                                 |
| 1992-1993 | 1er A            | 47               | 18               | 0,723            | 1/2 f. : V 4-0 Industriales finale : D 4-2 Villa Clara Naranjas                                                      |
| 1993-1994 | 1er A            | 39               | 23               | 0,662            | 1/2 f. : D 4-2 Industriales                                                                                          |
| 1994-1995 | 1er A            | 41               | 24               | 0,631            | 1/2 f. : V 4-0 La Habana Vaqueros finale : D 4-2 Villa Clara Naranjas                                                |
| 1995-1996 | 1er A            | 41               | 23               | 0,641            | 1/2 f. : D 4-0 Industriales                                                                                          |
| 1996-1997 | 1er A            | 50               | 15               | 0,769            | 1/2 f. : V 4-0 Industriales finale : V 4-0 Villa Clara Naranjas                                                      |
| 1997-1998 | 1er A            | 56               | 34               | 0,511            | 1/4 f. : V 3-1 Industriales 1/2 f. : V 4-3 La Habana Vaqueros finale : V 4-1 Santiago de Cuba Avispas                |
| 1998-1999 | 1er A            | 53               | 37               | 0,589            | 1/4 f. : D 3-1 Isla de la Juventud Pineros                                                                           |
| 1999-2000 | 1er A            | 59               | 31               | 0,656            | 1/4 f. : V 3-1 Isla de la Juventud Pineros 1/2 f. : V 4-3 Industriales finale : D 4-1 Santiago de Cuba Avispas       |
| 2000-2001 | 1er A            | 59               | 31               | 0,656            | 1/4 f. : V 3-2 Industriales 1/2 f. : V 4-0 La Habana Vaqueros finale : D 4-1 Santiago de Cuba Avispas                |
| 2001-2002 | 1er A            | 64               | 26               | 0,711            | 1/4 f. : V 3-1 Industriales 1/2 f. : D 4-2 Sancti Spíritus Gallos                                                    |
| 2002-2003 | 1er A            | 56               | 34               | 0,622            | 1/4 f. : V 3-2 Cienfuegos Camaroneros 1/2 f. : D 4-1 Industriales                                                    |
| 2003-2004 | 1er A            | 57               | 33               | 0,633            | 1/4 f. : V 3-0 Isla de la Juventud Pineros 1/2 f. : D 4-2 Industriales                                               |
| 2004-2005 | 1er A            | 55               | 34               | 0,618            | 1/4 f. : D 3-1 La Habana Vaqueros                                                                                    |
| 2005-2006 | 2e A             | 48               | 42               | 0,533            | pas qualifié |
| 2006-2007 | 1er A            | 56               | 34               | 0,622            | 1/4 f. : D 3-2 La Habana Vaqueros                                                                                    |
| 2007-2008 | 1er A            | 45               | 45               | 0,500            | 1/4 f. : V 3-0 Industriales 1/2 f. : V 4-3 Sancti Spíritus Gallos finale : D 4-0 Santiago de Cuba Avispas            |
| 2008-2009 | 1er A            | 54               | 36               | 0,600            | 1/4 f. : V 3-2 Holguín Sabuesos 1/2 f. : D 4-2 La Habana Vaqueros                                                    |
| 2009-2010 | 5e O             | 46               | 43               | 0,511            | pas qualifié |
| 2010-2011 | 2e O             | 50               | 39               | 0,562            | 1/4 f. : V 4-2 Sancti Spíritus Gallos 1/2 f. : V 4-2 Elefantes de Cienfuegos finale : V 4-2 Tigres de Ciego de Ávila |

## Trophées et honneurs individuels
MVP de la saison
- 1993. Omar Linares